# Deuterosminthurus bicinctus
Deuterosminthurus bicinctus är en urinsektsart som först beskrevs av Koch 1840.  Deuterosminthurus bicinctus ingår i släktet Deuterosminthurus, och familjen Bourletiellidae. Arten är reproducerande i Sverige.